# Mecanismo Europeu de Taxas de Câmbio
O Mecanismo Europeu de Taxas de Câmbio ou MTC (em inglês European Exchange Rate Mechanism ou ERM) foi um acordo firmado pelos participantes iniciais da União Europeia, em março de 1979, quando da criação do  Sistema Monetário Europeu (SME). Tinha como objetivo instituir um mecanismo de controle das taxas de câmbio das moedas daqueles países, reduzindo as flutuações, de modo a assegurar a estabilidade monetária na Europa.
O Sistema Monetário Europeu teve seu funcionamento consideravelmente modificado pelo Tratado de Maastricht, ratificado em 1992, que instaurou a União Europeia com vistas à preparação da sua união econômica e monetária através de uma futura moeda única.
Do Sistema Monetário Europeu participavam França, Alemanha, Itália, Bélgica, Dinamarca, Irlanda, Luxemburgo, os Países Baixos e o Reino Unido. Com exceção do Reino Unido, todos os estados-membros subscreveram o MTC - componente central do SME. Os países signatários restringiram as taxas de câmbio de suas moedas dentro de certas margens de flutuação, a fim de criar uma unidade de conta e de câmbio única - a Unidade Monetária Europeia (ECU) - tendo em vista a futura integração monetária europeia.

## MTC II
Quando da introdução do euro, em 1º de janeiro de 1999, o antigo Sistema Monetário Europeu tornou-se obsoleto. Estabeleceu-se então, um novo mecanismo de taxa de câmbio, conhecido como MTC II. Este acordo, firmado entre o Banco Central Europeu e os bancos centrais dos países membros da UE que não integram a zona do euro, visa manter a estabilidade das taxas de câmbio entre o euro e as moedas nacionais daqueles países.